# Intemperance (film 1913)
Intemperance è un cortometraggio muto del 1913 prodotto dalla Kalem e diretto da George Melford.

## Trama
Il pastore John Brent è amato da tutti i suoi parrocchiani che amano altrettanto Kitty, sua sorella, una dolce giovane dedita a prendersi cura di tutti. Quando però Kitty si innamora di Bert, un alcolizzato, John cerca in tutti i modi di dissuaderla dallo sposarlo. Sembra che Bert segua i consigli della fidanzata, decisa ad aiutarlo ad uscire dal tunnel tenebroso del suo vizio. Così, John si convince e benedice la coppia. Ben presto, però, Bert, dopo una serie di sfortune che lo hanno colpito, cede alla sua debolezza tornando a consolarsi nell'alcool. Diventa violento e Kitty se ne va da casa insieme al loro bambino. John la convince a tornare dal marito, perché quello è il posto di una donna sposata. Il pastore, però, non è del tutto tranquillo e segue la sorella fino a casa. Riesce così a salvarla da una violenta aggressione del marito. Bert scopre che la moglie si è rifugiata a casa del fratello. Furioso, sta per commettere un crimine quando viene fermato dalla presenza di un ladro che si è introdotto nella casa del pastore.

## Produzione
Il film, prodotto dalla Kalem Company, venne girato a Glendale.

## Distribuzione
Distribuito dalla General Film Company, il film - un cortometraggio di una bobina - uscì nelle sale cinematografiche statunitensi il 4 agosto 1913.